# Osolnik (gmina Medvode)
Osolnik – wieś w Słowenii, w gminie Medvode. W 2018 roku liczyła 27 mieszkańców.